# Лоро (фильм)
«Лоро» (итал. Loro; букв. «Они») — художественный фильм итальянского режиссёра Паоло Соррентино с Тони Сервилло в главной роли. В основе сюжета фильма — история итальянского политика и медиамагната Сильвио Берлускони и близкого ему круга бизнесменов и политиков в период 2006—2009 годов. Это второй фильм Соррентино после «Изумительного» (итал. Il divo — La spettacolare vita di Giulio Andreotti), посвящённый феномену итальянской политической культуры.

## Сюжет
Серджио Морра — молодой бизнесмен из Таранто, занимающийся эскортницами, которых он использует для подкупа политиков и получения контрактов в обход обычных процедур. Серджио поддерживает отношения с Тамарой, безответственной молодой матерью, беспринципной, как и он сам, которая помогает ему в бизнесе. Они решают отправиться в Рим, поскольку Серджио хочет приблизиться к власти и стремится выйти на Сильвио Берлускони.
Оказавшись в Риме, Серджио встречает загадочную Киру, известную как Королева Пчёл из-за её прямого выхода на Берлускони. Тем временем Тамара знакомится с бывшим министром Сантино Реккиа. Она флиртует с политиком, чтобы помочь Серджио установить контакт с Берлускони. Рекииа хочет сменить Берлускони на посту лидера правоцентристской коалиции и спрашивает у депутата Купы Кайафы, собирается ли она поддержать его в борьбе за лидерство в партии.
Серджио удается собрать много молодых эскортниц и арендовать на Сардинии внушительную виллу, граничащую с летней резиденцией Берлускони, чтобы привлечь его внимание. Берлускони находится в трудной ситуации: оставшись наедине со своей женой Вероникой Ларио, Берлускони пытается вернуть её расположение, но жена очень холодна к нему.
Партия «Вперёд, Италия» больше не входит в правительство, и Берлускони, оставшемуся без государственных постов, нечем заняться, поскольку семейный бизнес теперь контролируют его дети. Однажды Реккиа приходит к Берлускони с просьбой о помощи, так как Тамара шантажирует тем, что он изменяет жене. Берлускони сначала демонстрирует готовность, но затем в ярости признается, что ему известно о желании Реккиа заменить его. Тогда Берлускони отправляется в Рим, говоря Веронике, что он занят политическими делами, но на самом деле он участвует в модном мероприятии с Ноэми Летицией, молодой и раскованной девушкой.
Вернувшись на Сардинию, во время беседы на яхте, где Вероника предлагает ему вернуть Майка Бонджорно на телевидение, Берлускони замечает лодку Морры с множеством обнаженных девушек, но, несмотря на интерес, решает прокатиться с Вероникой на гидроцикле, но после внезапного шторма они возвращаются на виллу. Там Вероника спрашивает Берлускони, помнит ли он песню, которая звучала в день их свадьбы: сделав вид, что не помнит, Берлускони демонстрирует свою привязанность к Веронике, вызывая Фабио Конкато, который поет для неё Una domenica bestiale — песню, которая звучала в день их свадьбы.
Эннио Дорис, предприниматель и давний друг Берлускони, хвастается своим богатством, восхваляя при этом предпринимательский гений Берлускони, который больше озабочен тем, что проиграл выборы с перевесом всего в 25 тыс. голосов. Эннио предлагает Берлускони переманить на свою сторону шесть сенаторов, чтобы свалить левоцентристское правительство. Тем временем Вероника решает на время покинуть Берлускони, объявив, что хочет отправиться в Камбоджу. Берлускони удается склонить на свою сторону нескольких сенаторов, предлагая им деньги или помогая, предоставляя место их подругам в фильмах или телепередачах. Правительство падает, и Берлускони побеждает на выборах.
Одиночество на своей сардинской вилле толкает Берлускони уступить просьбам Серджио Морры, которого он просит помочь ему организовать вечеринку, прихватив с собой как можно больше девушек. Армия эскортниц Морры поначалу радуется тому, что Берлускони обратил на них внимание, но затем сталкивается со скучной и разочаровывающей реальностью. Кира пытается привлечь внимание Берлускони, но ей не удается конкурировать с Серджио и Тамарой. После вечеринки Берлускони проявляет интерес только к молодой девушке Стелле и пытается её соблазнить, но она отказывает ему и уходит. Кира больше не в фаворе у Берлускони, а Серджио и Тамара понимают, что приезд к Берлускони ни к чему не привел.
Как только Берлускони вновь становится премьер-министром, ему приходится сталкиваться с последствиями землетрясения в Л’Акуиле, появляясь среди потерпевших и обещая им новые дома. Тем не менее его поведение на международных встречах ставит в неловкое положение высшее руководство Италии, и Крепусколо, один из самых доверенных людей Берлускони, просит его серьёзнее относиться к своей работе. Однажды Берлускони готовится вылететь в Нью-Йорк, чтобы выступить в ООН, но, сев в самолёт, решает вместо этого лететь в Неаполь, чтобы повидаться с Ноэми Летицией в день её 18-летия.
По мере того как всплывают все новые подробности его распутного поведения, Берлускони оказывается в центре политического скандала, а его союзники, в том числе и Купа Кайафа, покидают его. Вероника, вернувшись из Камбоджи, объявляет Берлускони о своем желании развестись, и между ними начинается яростная ссора. Раздавленный политическими скандалами и все более изолированный, Берлускони наконец приглашает Майка Бонджорно на ужин на свою виллу, хотя в итоге ведущий оказывается уволен. Оставшись один, Берлускони включает в саду бутафорский вулкан — аттракцион, который, по его словам, он должен был показать всем своим гостям, но на самом деле так и не включил.
Тем временем в Л’Акуиле потерпевшие въезжают в новые дома, построенные для них Берлускони, а пожарным удается спасти статую Иисуса Христа. Титры сопровождаются длинной чередой кадров с лицами усталых пожарных после долгой работы.

## В ролях
- Тони Сервилло — Сильвио Берлускони[3]
- Елена София Риччи — Вероника Ларио
- Риккардо Скамарчо — Серджио Морра
- Касия Смутняк — Кира
- Эвридиче Аксэн — Тамара
- Фабрицио Бентивольо — Сантино
- Роберто Де Франческо — Фабрицио
- Аличе Пагани — Стелла

## Критика
На сайте Rotten Tomatoes фильм имеет рейтинг одобрения 79 % со средней оценкой 6,5/10 на основе 75 обзоров. Критический консенсус веб-сайта гласит: «„Лоро“ использует невероятные подвиги печально известного общественного деятеля, чтобы представить запутанную убедительную картину того, как власть привлекает — и развращает». Обозреватель Film.ru Ефим Гугнин отметил, что «Лоро» слишком вторичен и прямолинеен в сравнении с лучшими работами Соррентино, хотя также заслуживает пристального внимания, и оценил фильм на 6 баллов из 10.